# Radżu
Radżu (arab. راجو) – miasto w Syrii, w muhafazie Aleppo. W 2004 roku liczyło 3122 mieszkańców.